# Rein da Maighels

Val Maighels. Historisches Luftbild von Werner Friedli (1967)

Der Maighelserrhein mit dem rätoromanischen Namen Rein da Maighels ist einer der Hauptquellflüsse des Rheins (vgl. Rheinquelle) und mündet in den Rein da Curnera. 

## Beschreibung
Die beiden Flüsse sind an der dortigen Stelle durch den Lai da Curnera aufgestaut; die Kraftwerkanlagen gehören den Kraftwerken Vorderrhein. 
Der Rein da Maighels entspringt am Piz Ravetsch aus dem Maighelsgletscher (rätoromanisch Glatscher da Maighels) nahe der Bündner Grenze zum Kanton Tessin und Kanton Uri. Er fliesst zuerst nach Norden durch das Val Maighels, um dann nach Osten durch den Val Platta genannten Einschnitt zwischen Piz Cavradi und Piz Piogn Crap ins Val Curnera durchzubrechen. Die ursprüngliche Länge betrug 4,5 Kilometer.

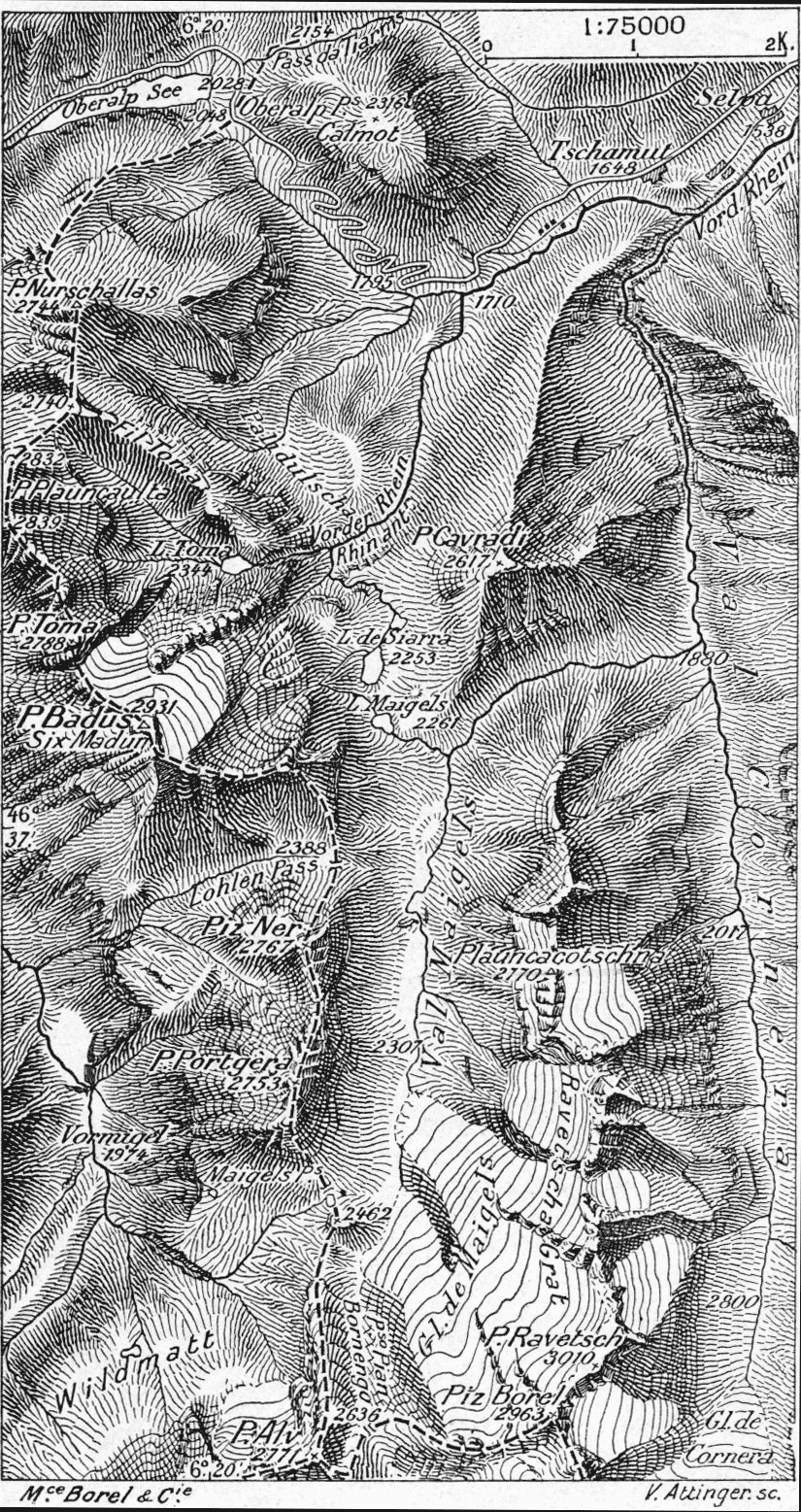
Val Maighels auf einer Landkarte von 1906 (Geographisches Lexikon der Schweiz)

Es ist davon auszugehen, dass der Bach früher nicht ins Val Curnera floss, sondern geradeaus weiter nach Norden floss, wo der Rein da Tuma das Tal entwässert.